# (11514) Tsunenaga
(11514) Tsunenaga est un astéroïde de la ceinture principale.

## Description
(11514) Tsunenaga est un astéroïde de la ceinture principale. Il fut découvert le 13 février 1991 à Ayashi par Masahiro Koishikawa. Il présente une orbite caractérisée par un demi-grand axe de 3,02 UA, une excentricité de 0,03 et une inclinaison de 9,8° par rapport à l'écliptique.

## Compléments